# PLM Sf 165801–167300
Die zweiachsigen offenen Güterwagen der Gattung Sf mit den Nummern 165801–167300 wurden ab 1916 von der US-amerikanischen Pressed Steel Car Company für die französische Chemins de fer de Paris à Lyon et à la Méditerranée (PLM) gebaut.

## Geschichte
1916 bestellte die PLM, die normalerweise ihre benötigten Eisenbahnwagen bei Wagenbauanstalten in Frankreich und Belgien bauen ließ, bei der Pressed Steel Car Company in New Jersey 1500 offene Güterwagen mit Bremserhaus für den Transport von Kohle. Aufgrund des Ersten Weltkrieges und der damit verbundenen Zerstörung der Infrastruktur hatte die PLM keine Möglichkeit, genügend benötigte Wagen in einheimischen Werkstätten fertigen zu lassen. Die Wagen waren, mit Ausnahme der Wände des Bremserhauses, komplett aus Stahl gefertigt und wurden zwischen 1916 und 1921 geliefert.
Die Gattungsbezeichnung wurde 1921 in TTf und die Nummer in 265801–267300 geändert. Zwischen 1924 und 1933 erhielten die Wagen die Bezeichnung TTwf. Die Nummerierung der Wagen blieb jedoch unverändert. 
1933 waren noch 1498 Exemplare in den Inventarlisten verzeichnet.

## Anmerkung
Bereits 1900 bestellte die PLM schon einmal Güterwagen bei Pressed Steel Car. Damals hatte man in Frankreich noch wenig Erfahrung mit Drehgestell-Güterwagen aus Stahl und bestellte dort die offenen Güterwagen der Serie Sf 80001–80100.